# Spominski park Teharje
Spominski park Teharje je osrednji državni park Republike Slovenije, ki je posvečen žrtvam povojnih izvensodnih pobojev v Sloveniji. Nahaja se v vasi Bukovžlak blizu Teharij, na lokaciji nekdanjega Koncentracijskega taborišča Teharje, v katerem je bilo zaprtih in po večini tudi usmrčenih ali od tam v smrt odpeljanih okoli 5.000 ljudi.

## Opis
Park sestoji iz dveh spomenikov. Takoj pri glavnem vhodu stoji kapelica, v kateri visi križ. Glavni spomenik stoji v zadnjem delu parka. Ta je zasnovan kot velika ovalna grobnica z odprtim obočnim vhodom. V prostoru se nahaja kamnit sarkofag, ki simbolizira zadnje počivališče žrtev. Nad grobnico je ploščad z mašnim oltarjem, ki ga pokriva polkrožna »cerkvena ladja«, sloneča na sredini štirih visokih stebrov. Vrh njih se nahaja simbolični venec v približni obliki podkve.
Park ima rezerviran prostor za pokop žrtev iz lokacij po Sloveniji, ki jih še raziskujejo. Arhitekt Mušič je načrtoval tudi paviljon z zgodovinsko predstavitvijo dogajanj ob in po koncu 2. svetovne vojne.

## Zgodovina
Park in osrednji spomenik je z zmagovitim natečajnim projektom zasnoval arhitekt Marko Mušič s sodelavci. Gradnja in ureditev območja je stala okoli 500 milijonov SIT, sam objekt je bil odprt 10. oktobra 2004, v času Vlade Antona Ropa. Gradnjo je organizirala in vodila Republika Slovenija. Že leta 2014 je bil spominski park razglašen za kulturni spomenik državnega pomena.

## Galerija
- Kapelica pri vhodu
- Glavni spomenik z grobnico in oltarjem na vrhnji ploščadi
- Sarkofag v grobnici